# 綠原雞
綠原雞（學名：Gallus varius），又名爪哇原雞，分佈於印度尼西亞的巴厘島、龍目島及爪哇島等地。
身長可達75公分，與同屬的黑尾原雞在分類關係上最為接近。